# Puszczyk omański
Uzasadnienie: To jest ten sam gatunek wg obecnej wiedzy.
Puszczyk omański (Strix omanensis) – gatunek średniej wielkości ptaka z rodziny puszczykowatych (Strigidae). Występuje w górach Al-Hadżar w Omanie. Odkryty został 24 marca 2013 roku. Holotypu nie zebrano, rozpoznanie miało miejsce na podstawie głosu i morfologii. Obserwowane osobniki przebywały na skalistych klifach. Obecnie (2021) takson ten jest uznawany za młodszy synonim puszczyka arabskiego (Strix butleri).

## Odkrycie i badania
Odkrycie gatunku miało miejsce w marcu 2013 roku. Magnus Robb oraz René Pop udali się w góry Al-Hadżar w północnym Omanie, celem przeprowadzenia tygodniowej wyprawy badawczej nad syczkiem arabskim (Otus brucei). 24 marca w trakcie analizy materiałów M. Robb zarejestrował głos w tle, nieprzypisywalny do głosów syczka arabskiego. Z dalszych nagrań wynikło, że głos nie przynależy do żadnego gatunku sowy żyjącego na terenie Półwyspu Arabskiego. Wstępnie gatunek przypisano do rodzaju Strix. 
Kolejna wyprawa badawcza miała miejsce od 23 do 30 kwietnia 2013 roku. Początkowo nie zarejestrowano głosów puszczyka omańskiego; w nocy 28–29 kwietnia zadecydowano o zachęceniu osobników do wołania poprzez odtworzenie uprzednio nagranego dźwięku. Próba powiodła się i jeden osobnik został zlokalizowano 250 metrów dalej na zboczu skalnym. Obserwacja potwierdziła jego przynależność do rodzaju Strix; wielkością głowy jednak obserwowany ptak różnił się od puszczyka zwyczajnego (S. aluco). W okresie 17–31 maja 2013 miała miejsce następna wyprawa, mająca na celu zebranie więcej danych, zdjęć i materiałów audiowizualnych. 
Status S. omanensis jako odrębnego gatunku jest kwestionowany przez część autorów. Kirwan, Schweizer i Copete (2015) zwrócili uwagę, że ponieważ nie pozyskano żadnego okazu należącego do tego gatunku, niemożliwe jest przeprowadzenie badań genetycznych oraz porównanie budowy ciała S. omanensis i okazu holotypowego puszczyka arabskiego (Strix butleri). W ocenie autorów z dostępnych danych o S. omanensis wynika, że najprawdopodobniej gatunek ten jest młodszym synonimem S. butleri; autorzy postulują, by przynajmniej do czasu pozyskania do badań przedstawiciela gatunku S. omanensis, który umożliwiłby ostateczne potwierdzenie lub odrzucenie proponowanego synonimizowania tych gatunków nie wyróżniać S. omanensis jako odrębnego gatunku.

## Morfologia
Jedynym podobnym gatunkiem zdaje się być puszczyk arabski. Głowa okrągła, szlara wyraźnie widoczna, brak kępek piór na głowie, końce skrzydeł nieznacznie wystają za koniec ogona, sterówki krótkie. Szlara jasnoszara, nad oczami ciemniejsza, co przypomina brwi. Obszary jaśniejsze między oczami, wkoło dzioba oraz na brodzie. Wierzch głowy, kark i gardło płowobrązowe. Z tyłu głowy czarne plamki, zaś na gardle cienkie czarne paski. Grzbiet, zgięcie skrzydeł, kuper i pokrywy nadogonowe ciemne, szarobrązowe, z płowymi i białymi plamkami. Pierś jasnopłowa, z długimi paskami. Brzuch o białawym tle, podobnie jak i boki, na których jednak paski są cieńsze i dłuższe. Pokrywy podogonowe białoszare. Lotki ciemnobrązowe z jasnymi pasami. Pokrywy lotek I rzędu brązowe bez wzorów, pokrywy lotek II rzędu z dużymi plamami na końcu. Sterówki białawe z dwoma czarniawymi pasami. Tęczówka pomarańczowożółta z czarnym obrzeżeniem, dziób jasny, szarozielony. Nogi i stopy w pełni biało opierzone, pazury jasnoszare.